# Kutadgu Bilig
Le Kutadgu Bilig (moyen turc :qʊtɑðˈɢʊ bɪˈlɪɡ), est une œuvre poétique écrite au XIe siècle par Yūsuf Balasaguni à l'attention du prince de Kashgar. Le texte dépeint les croyances, les sentiments et les usages de l'auteur et de sa société. Il décrit de façon intéressante les facettes et les aspects de la vie au royaume des Qarakhanides.

## L'auteur
L'écrivain parle de lui à plusieurs reprises dans son ouvrage, ce qui nous permet de connaitre un certain nombre de choses sur lui.
L'auteur du Kutadgu Bilig s'appelait Yūsuf, il est né à Balasagun, qui était à l'époque la capitale d'hiver de l'empire karakhanide. Cette ville était située près de l'actuel Tokmok au Kirghizistan. Il avait environ 50 ans quand il a terminé son œuvre et après l’avoir présentée au prince de Kashgar, celui-ci lui donna le titre de Khāṣṣ Ḥājib, titre qui peut se traduire par « Chambellan particulier ».
Certains chercheurs pensent que le prologue du Kutadgu Bilig, qui  a un ton beaucoup plus islamique que le reste du texte, a été écrit par un auteur différent. Le premier prologue se démarque particulièrement car il est écrit en prose, contrairement au reste du texte.

## Le texte

### Historique
Le Kutadgu Bilig a été achevé en 1070 et a été présenté à Tavghach Bughra Khan, le prince de Kashgar. L'ouvrage était connu à l'époque timouride. Seuls trois manuscrits sont parvenus jusqu’à nous, on leur a donné le nom de la ville où ils ont été découverts :
- Institut de la langue turque，Kutadgu bilig Tipkibasim，Viyana Nushasi，Alaeddin Kiral Basimevi，Istanbul，1942.Le manuscrit de Vienne a été écrit au VIIIe siècle.
- Institut de la langue turque, Kutadgu Bilig Tipkibasim, Fergana Nushasi, Istanbul, Alaeddin Kiral Basimevi, 1943.
- Institut de la langue turque, Kutadgu Bilig Tipkibasim, Misir Nushasi, Istanbul, Alaeddin Kiral Basimevi, 1943.

### Langue
Le Kutadgu Bilig est écrit dans une langue ouïghoure connue sous le nom de « langue karakhanide » ou « moyen turc ». Elle est similaire à la langue des inscriptions de l'Orkhon, écrites en vieux turc. En plus de la base turque, elle comporte des éléments de vocabulaire persan  et arabe. Robert Dankoff mentionne également la présence de calques linguistiques sur le persan.
Voici un l'extrait du Kutadgu Bilig : la première colonne est le texte dans la langue originale (moyen turc) translittéré en lettres latines. La deuxième colonne est la traduction du texte en turque, tandis que la troisième est sa traduction française.
| Texte original en turcique : - Bayat atı birle sözüg başladım, törütgen egidgen keçürgen idim - Üküş ögdi birle tümen miŋ senâ, uğan bir bayatka aŋar yok fenâ - Yağız yer yaşıl kök kün ay birle tün, törütti halâyık öd üdlek bu kün - Tiledi törütti bu bolmış kamuğ, bir ök bol tedi boldı kolmış kamuğ - Kamuğ barça muŋluğ törütülmişi, muŋı yok idi bir aŋar yok eşi - Ay erklig uğan meŋü muŋsuz bayat, yaramaz seniŋdin adınka bu at - Uluğluk saŋa ol bedüklük saŋa, seniŋdin adın yok saŋa tuş teŋe - Aya ber birikmez saŋa bir adın, kamuğ aşnuda sen sen öŋdün kedin | Traduction turque : - Yaratan, yetiştiren ve göçüren rabbim olan Tanrının adı ile söze başladım. - Kadir ve bir olan Tanrıya çok hamd ve binlerce sena olsun; onun için fânilik yoktur. - Kara yer ile mavi göğü, güneş ile ayı, gece ile gündüzü, zaman ile zamaneyi ve mahlûkları o yarattı. - İstedi ve bütün bu varlıkları yarattı; bir kere: — "ol!"— dedi, bütün diledikleri oldu. - Bütün bu yaratılmış olanlar ona muhtaçtır; muhtaç olmayan yalnız Tanrıdır; onun eşi yoktur. - Ey kuvvetli, kadir, ebedî ve müstağni olan Tanrı, senden başkasına bu ad yakışmaz. - Ululuk ve büyüklük sana mahsustur; sana eş ve denk olan başka biri yoktur. - Ey bir olan Tanrı, bir başkası sana şirk koşulamaz; başta her şeyden evvel ve sonda her şeyden sonra sensin. | Traduction française : - J'ai commencé par le nom de Dieu, mon Seigneur, qui a créé, cultivé et disposé. - Loué soit Dieu, qui est Puissant, un et unique. - Il a créé la terre sombre et le ciel bleu, le soleil et la lune, la nuit et le jour, le temps et toutes les créatures. - Il a voulu et a créé tous ces êtres ; Alors il a dit : - "Que cela soit !" - et ce qu'il voulait s'est fait. - Toutes ces créatures ont besoin de lui ; le seul qui n'a besoin de rien est Dieu; Il n'a pas d'égal. - Dieu, magnifique, puissant et éternel tu es notre maître, ce nom ne convient à personne d'autre que toi. - La grandeur t'appartient ; Il n'y a personne qui puisse t'égaler ou être ton égal. - Ô seul Dieu, personne ne peut t'atteindre ; tu es le premier devant tout et le dernier derrière tout. |

### Style
Pour composer son ouvrage, l'auteur a utilisé la métrique arabe. Celle-ci est constituée de distiques de deux lignes de 11 syllabes rimées, souvent elles-mêmes décomposées de la façon suivante : les six premières syllabes forment le premier groupe de chaque ligne et les cinq dernières syllabes forment un autre groupe. Il s'agit de la première application connue de cette métrique à une langue turque. La métrique d'origine est composé de voyelles courtes et longues qui se succèdent :
| Voyelle 1 | Voyelle 2 | Voyelle 3 |
| --------- | --------- | --------- |
| courte    | longue    | longue    |
| courte    | longue    | longue    |
| courte    | longue    | longue    |
| courte    | longue    |           |

Comme la langue turque ne faisait pas de distinction entre les voyelles courtes et longues, il les a remplacées par des syllabes ouvertes et des syllabes fermées, comme dans l'exemple suivant :
| Voyelle 1    | Voyelle 2    | Voyelle 3    |
| ------------ | ------------ | ------------ |
| ya (ouverte) | ġiz (fermée) | yir (fermée) |
| yı (ouverte) | par (fermée) | tol (fermée) |
| dı (ouverte) | kaf (fermée) | ur (fermée)  |
| ki (ouverte) | tip (fermée) |              |
| be (ouverte) | zen (fermée) | mek (fermée) |
| ti (ouverte) | ler (fermée) | dun (fermée) |
| ya (ouverte) | kör (fermée) | kin (fermée) |
| i (ouverte)  | tip (fermée) |              |

(La neige fondue, la terre pleine de parfum, enlevant les vêtements d'hiver, le monde est dans une nouvelle élégance. ——Kutadgu Bilig·Volume 4·2)

## Contenu
Le Kutadgu Bilig est construit autour de la relation entre quatre personnages principaux qui représentent chacun un principe abstrait (ouvertement énoncé par l'auteur). Robert Dankoff résume bien les spécificités sous la forme d'un tableau :
| Nom du personnage | Traduction      | Rôle       | Principe                    |
| ----------------- | --------------- | ---------- | --------------------------- |
| küntoğdı          | "Soleil levant" | roi        | la Justice                  |
| aytoldı           | "Plaine lune"   | vizir      | la Fortune                  |
| ögdülmiş          | "Glorifié"      | Vieux sage | l'Intellect (ou la Sagesse) |
| oðğurmış          | "Eveillé"       | Dervish    | La fin de l’existence       |

L’ouvrage débute par des louanges faites à Dieu, au prophète Mahomet, aux quatre califes et enfin au souverain. Il énumère ensuite une à une les qualités que doivent posséder les hommes d'État et comment un souverain ou un vizir doivent faire pour être exemplaires face au peuple.
L'écrivain tente d’apporter aux hommes les connaissances nécessaires pour atteindre le but de chaque être vivant : être un homme aboutit, c’est-à-dire un homme heureux et bien dans la vie.
Il rapporte que les hommes sages, c'est-à-dire tous ceux qui ont des connaissances en matière scientifique ou humaniste, sont des exemples à suivre et à respecter car ils sont comme le « bélier devant le mouton ». Yusuf fournit dans son ouvrage de nombreuses informations sur les connaissances scientifiques et philosophiques de l'époque et dresse un tableau complet de la société de son époque. On y découvre que Yusuf connaît la philosophie de Platon et d'Aristote. La conception platonicienne de l'État et de la société apparaissent dans le traité de façon assez nettes. L'influence de philosophes tels que Al-Fârâbî et Avicenne apparaît clairement dans l’ouvrage.

## Influences
Dankoff émet l’hypothèse que l'auteur du Kutadgu Bilig tentait de réconcilier les deux traditions présentes chez les Karakhanides : la sagesse irano-islamique, aux racines urbaines, et la tradition turque, aux racines nomades. L’intention du Kutadgu Bilig semble d'avoir été de donner des conseils de bonne gouvernance à un souverain. D'autre part, l'auteur déclare dans le texte qu'il a tenté de faire une version turque du Shâhnâmeh.
Les influences suivantes peuvent être retrouvées dans l'ouvrage :
- Poèmes de conflits islamiques et préislamiques, trouvés dans la littérature arabe et persane,
- Aïtys, joute verbale improvisée entre deux adversaires que l'on retrouve aujourd'hui chez les Kazakhs et les Kirghizes ,
- Askiya, un art de la conversation humoristique que l'on trouve aujourd'hui chez les Ouzbeks ,
- Chansons entre garçons et filles, telles que le lapar ouzbek et le bedil kazakh,
- Chansons de mariage telles que le yor-yor ouzbek ou le jar-jar kazakh.

Outre les influences irano-islamiques et turques, Dankoff présent des influences grecques et bouddhistes dans le texte.